# 리타 포드
리타 포드(Lita Ford, 1958년 10월 18일 ~ )는 잉글랜드 출신의 미국의 가수로, 1975년부터 1979년까지 더 러너웨이즈에서 기타 담당으로 활동하고 해산 후 장르를 헤비 메탈로 전향하여, 솔로로 활동으로 하고 있다.